# Kozan (Adana)
Kozan, antigamente Sis (em armênio/arménio:  Սիս), é um município e distrito da província de Adana, Turquia. Sua área é de 1.903 km², sua população é de 132.703 (2022). Fica a 68 quilômetros (42 milhas) a nordeste de Adana, na seção norte da planície de Çukurova. O rio Kilgen, um tributário do Ceyhan, flui por Kozan e cruza a planície ao sul em direção ao Mediterrâneo. As montanhas Tauro se erguem abruptamente atrás da cidade.
Sis foi a capital do Reino Armênio da Cilícia, a atual Sis (cidade antiga), agora chamada Kozan Kalesi, foi construída em uma longa crista rochosa no centro da cidade moderna.
A população da cidade cresceu rapidamente nos últimos anos, de 15.159 em 1960 para 54.451 em 1990, para 72.463 em 2007 e para 74.521 em 2009 (dados do censo).